# Protohystricia huttoni
Protohystricia huttoni är en tvåvingeart som först beskrevs av Malloch 1930.  Protohystricia huttoni ingår i släktet Protohystricia och familjen parasitflugor. Inga underarter finns listade i Catalogue of Life.